# Voz da Indonésia
Voz da Indonésia é uma estação de rádio com difusão mundial na Indonésia. Ele transmite em FM e em ondas curtas, bem como na Internet a partir de Jacarta. Ela vem praticando 10 idiomas: indonésio, francês, inglês, coreano, chinês, japonês, espanhol, árabe e tailandês. Suas ondas cobrem a Ásia, Pacífico, Europa, Médio Oriente, Norte de África e América do Sul. Ela é destinada a expatriados indonésios como a de outras pessoas que vivem no exterior. É uma divisão autônoma da Radio Republik Indonesia.